# Maxillaria parvilabia
Maxillaria parvilabia är en orkidéart som beskrevs av Robert Allen Rolfe. Maxillaria parvilabia ingår i släktet Maxillaria och familjen orkidéer. Inga underarter finns listade i Catalogue of Life.